# Einmal fremd, einmal vertraut
Einmal fremd, einmal vertraut (intl. Titel: Right Now, Wrong Then) ist ein Film des südkoreanischen Regisseurs Hong Sang-soo aus dem Jahr 2015. Die Hauptrollen spielen Jung Jae-young und Kim Min-hee. Der Film wurde auf dem Internationalen Filmfestival von Locarno 2015 mit dem Goldenen Leoparden bedacht und Jung Jae-young wurde als bester Hauptdarsteller ausgezeichnet.

## Handlung
Der Film behandelt die gleiche Begegnung zweimal, wobei sich die Protagonisten dabei unterschiedlich verhalten.
Der Regisseur Ham Chun-su soll in Suwon bei einer Aufführung seines zweiten Films zu einer Diskussion bereitstehen, kommt allerdings einen Tag früher an. Er besucht die Palastanlage Haenggung, umgeben von der Festung Hwaseong, und erblickt dabei eine hübsche Frau. Als diese sich setzt, um etwas zu trinken, kommen beide ins Gespräch und Ham erfährt, dass sie Yoon Hee-jung heißt und als Malerin tätig ist. Sie gehen gemeinsam in ein Café und Ham fragt sie, ob er ihre Bilder sehen dürfe. Als sie in ihr Atelier gehen, lobt er ihre Bilder. Schließlich gehen beide in ein Restaurant und Regisseur Ham sagt ihr, dass sie ihm sehr sympathisch ist und er sie wunderschön findet. Hee-jung fühlt sich geschmeichelt und bemitleidet sich selbst, da sie keine richtigen Freunde habe. In der Folge gehen beide am Abend noch zu Hee-jungs Bekannter. Dort haben die zwei anwesenden Frauen großes Interesse an dem Regisseur. Sie fragen ihn dabei u. a., ob es stimme, dass er ein Frauenheld sei, erwähnen, dass er verheiratet ist und Kinder hat. Hee-jung will darauf nur noch schlafen. Der Regisseur und Hee-jung sehen sich nicht wieder. Am nächsten Tag wirkt Ham Chun-su bei der Diskussion seines Films gereizt.
Der zweite Teil des Films verläuft zum Großteil genauso bis zur Szene im Atelier, wo Regisseur Ham Hee-jungs Bilder kritisiert. Sie fühlt sich von ihm zunächst ungerecht behandelt, wie er so negativ über ihr Werk sprechen kann. Doch beide kommen schließlich auf einen gemeinsamen Nenner und gehen gemeinsam essen. Ham gesteht ihr, dass er sie wunderschön finde und am liebsten sein Leben mit ihr verbringen würde. Allerdings sei er verheiratet und habe Kinder. Hee-jung schmeichelt das sehr. Sie lädt ihn ein, gemeinsam zu einer Freundin zu gehen. Dort schläft Hee-jung. Sie bekommt nichts davon mit, wie sich der betrunkene Regisseur vor den anwesenden Frauen auszieht. Schließlich gehen beide nach einer Weile in Richtung von Hee-jungs Zuhause, da der Regisseur mehr über sie wissen möchte. Kurz darauf trennen sich ihre Wege, doch am nächsten Tag kommt Hee-jung noch zur Vorführung seines Films.

## Auszeichnungen
2015
- Internationales Filmfestival von Locarno
  - Goldener Leopard
  - Bester Hauptdarsteller für Jung Jae-young

- Korean Association of Film Critics Award
- Top 10 Films of the Year
  - Bester Schauspieler für Jung Jae-young

- Asia Pacific Screen Award
  - Bester Schauspieler für Jung Jae-young

2016
- Wildflower Film Award
  - Bester Schauspieler für Jung Jae-young